# Behringer (Tontechnikhersteller)

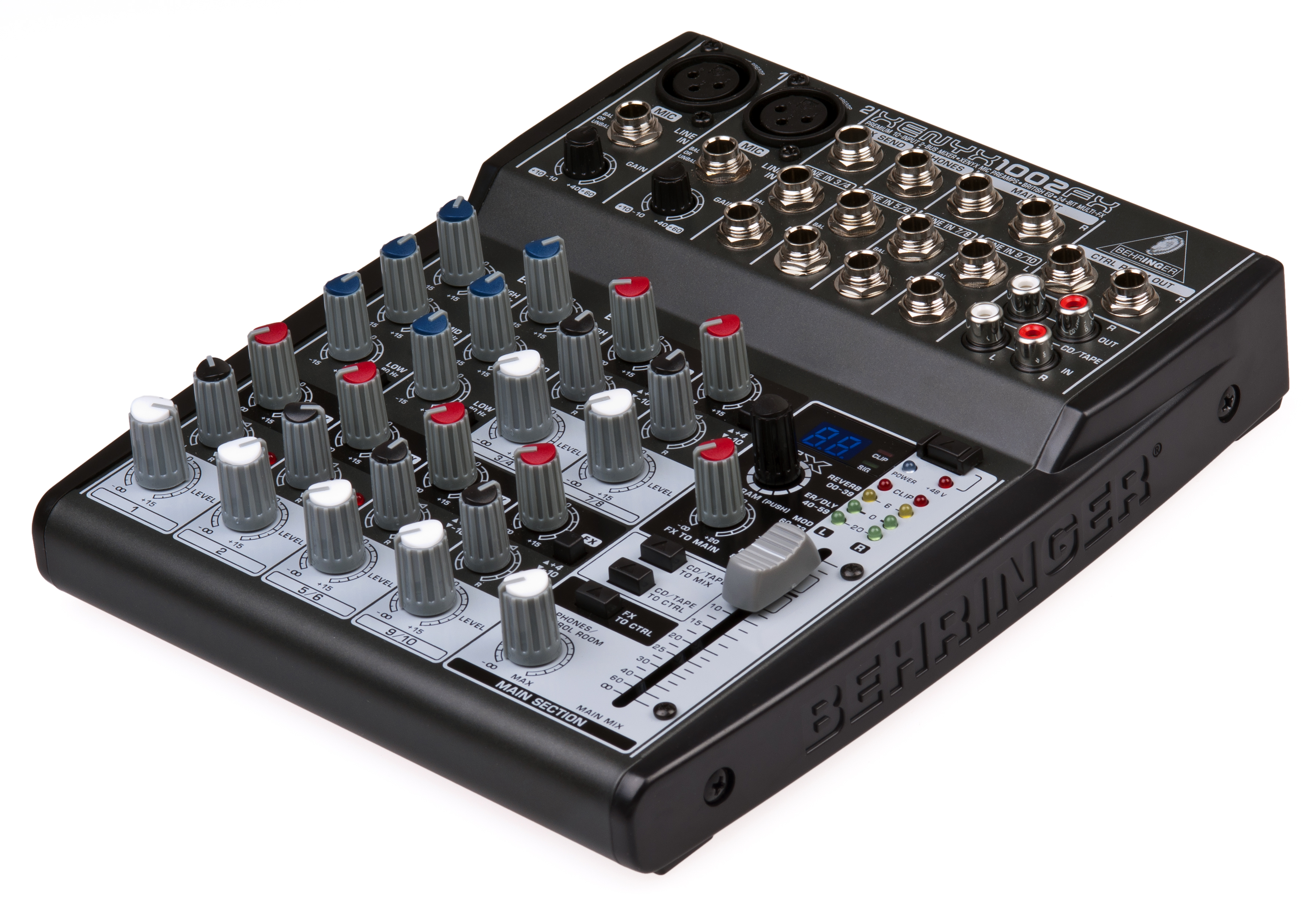
Ein Mischpult von Behringer

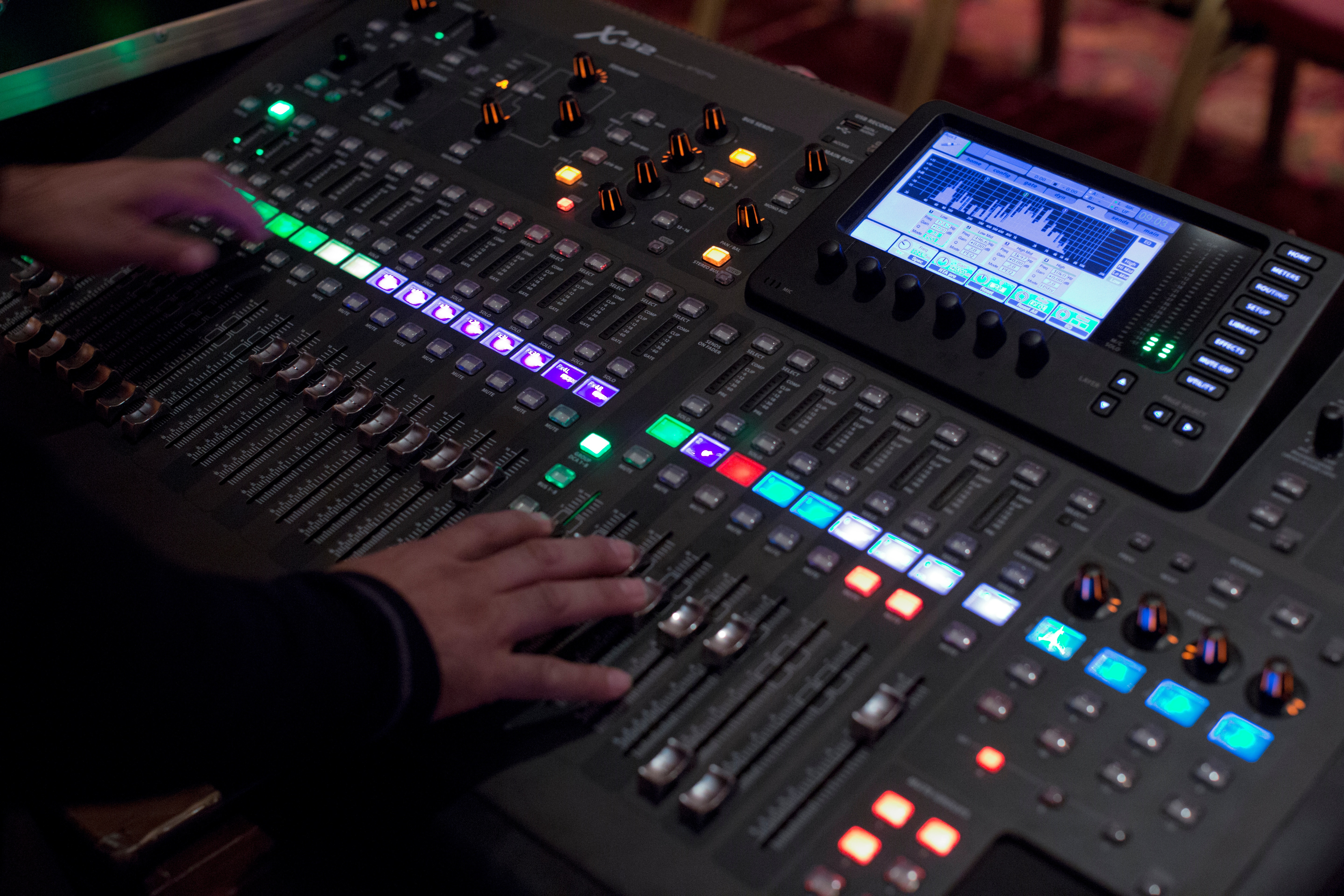
Ein digitales Mischpult von Behringer: X32

Behringer ist ein Hersteller für Tontechnik.

## Geschichte
Im Alter von 16 Jahren fertigte der Schweizer Uli Behringer einen ersten Synthesizer-Prototyp. Während seines Studiums zum Toningenieur an der Fachhochschule Düsseldorf betätigte sich Behringer als Pianist und baute Mischpulte. 1989 wurde die eigene Firma im deutschen Willich gegründet. Ab 1990 wurden Komponenten in der Volksrepublik China erstellt. 2002 wurde in der Stadt Zhongshan mit Behringer City ein eigenes Werk in China eröffnet.
Behringer stellt unter anderem analoge und digitale Mischpulte, Lautsprecher, Audioverstärker, Gitarrenverstärker, Endstufen, Equalizer, E-Drums, Keyboards, Synthesizer, Mikrofone, Frequenzweichen und Effektgeräte her. Ein wichtiger Meilenstein für das Unternehmen war das digitale Mischpult X32, das 2011 in ersten Prototyp auf Messen sichtbar wurde und dann den Ausgangspunkt für eine ganze Produktfamilie an digitalen Mischpulten unterschiedlicher Ausstattung bildete.
Seit 2018 tritt Behringer auch als Hersteller von Synthesizern in Erscheinung. Das erste Modell war die Eigenentwicklung DeepMind 12. Es folgten Nachbauten diverser analoger Synthesizer. Darunter die TR 808 als RD 8, TR 606 als RD 6, TR 909 als RD 9, TB 303 als TD 3 sowie eine erweiterte Version als TD 3 MO und den Synthesizer SH 101 als MS 1 BK von Roland.

## Kritik
Behringer ist ein Hersteller, der für die Nachahmung von Produkten anderer Unternehmen bekannt ist. Das Sortiment umfasst sowohl Reproduktionen klassischer Geräte als auch Nachbildungen moderner Produkte. Dieses Vorgehen stößt in der Fachwelt und Öffentlichkeit auf Kritik. Auch der Umgang des Unternehmens mit Kritikern und Journalisten wurde wiederholt zum Gegenstand von Berichterstattung.